# Aéroport d'El Palomar
Pour les articles homonymes, voir EPA.
L'aéroport El Palomar ((code IATA : EPA • code OACI : SADP), est un aéroport militaro-civil à El Palomar, en Argentine. C'est une base de la Force aérienne argentine, qui est essentiellement une unité de transport. Il est situé à 18 km à l'ouest de Buenos Aires, à proximité de la station El Palomar de la ligne de chemin de fer San Martín.

## Situation
| \| 100 km1:20 642 000 \| Bahía Blanca San Carlos de Bariloche Buenos Aires · J.-Newbery Buenos Aires · Ezeiza Buenos Aires · El Palomar Catamarca Comodoro Rivadavia Córdoba Corrientes El Calafate Esquel Formosa Gobernador Gregores San Salvador de Jujuy La Rioja Malargüe Mar del Plata Mendoza Neuquén Paraná Perito Moreno Puerto · Iguazú Puerto Madryn Reconquista Resistencia Río Cuarto Río Gallegos Río Grande Rosario Salta San Juan San Luis San Martín de los Andes San Rafael Santa Fe de la Vera Cruz Santa Rosa Santiago del Estero Sunchales Tandil Termas de Río Hondo Trelew Tucumán Ushuaia Viedma |
| 100 km1:20 642 000 |

## Installations
L'aéroport se trouve à une altitude de 59 pieds (18 m) au-dessus du niveau de la mer et il dispose d'une piste désignée 16/34, mesurant 6923 pieds par 164 (2,110 m × 50 m).
Il est situé à 2 km de Route nationale 7 (Argentine) et à 200 mètres de Ligne San Martín El Palomar de la station.
En février 2017, il a été annoncé que Flybondi, un nouveau transporteur à faibles coûts, pourrait utiliser de l'aéroport en 2018 comme base pour desservir de multiples destinations au sein de l'Argentine.

## Statistiques
Pour des raisons techniques, il est temporairement impossible d'afficher le graphique qui aurait dû être présenté ici.

Voir la requête brute et les sources sur Wikidata.

## Compagnies aériennes et destinations
| Compagnies | Destinations |
| ---------- | --- |
| Flybondi   | Bahia Blanca, Córdoba, Corrientes, San Salvador de Jujuy (en), Mendoza-El Plumerillo, Neuquén (en), José de San Martín (Chubut) (en), Salta, San Carlos de Bariloche (en), Santiago del Estero (en), San Miguel de Tucumán (en) |
| JetSmart   | Santiago du Chili-A.-M.-Benítez |

Édité le 06/10/2018